# Milton (Ontario)
Milton è un comune del Canada, situato in Ontario, nella Municipalità Regionale di Halton.